# TASCAM
TASCAM是一家专门制造音频器材的公司，隶属于TEAC集团，总部位于美国加利福尼亚州圣菲斯普林斯。TASCAM因为创造了“量身定制工作室”（Project Studio）和Portastudio世界第一款盒式家庭录音机，成为杰出的家庭录音设备生产商。TASCAM 还推出了第一台低成本批量生产的多轨录音机，此设备专为音乐家的录音而设计，并为1970年代初期至1990年代中期的家庭录音师制造卷对卷磁带机和混音器。自2000年代初以来，TASCAM 一直是其DR系列录音平台在现场录音和视频伴奏方面的早期创新者。TASCAM于2021年迎来了50周年司庆。
从《星球大战》到布鲁斯·斯普林斯汀，从艾伦·帕森斯到Spoon乐队，TASCAM录音装置已被用于各种领域，并赢得了“最热门技术”“名人堂”等各种奖项。 TASCAM磁带Portastudios被Reverb.com列为2020年增值最多的设备之一，原始设备的价格比两年前上涨了30-65%。

## 历史
TASCAM 最初只是一个研究如何在音乐家和录音棚产品中使用TEAC录音技术的研发团队。 该组织被称为 TASC(TEAC Audio Systems Corp)。 创始人包括TEAC-Japan的创始人之一K. Tani先生和TEAC-Japan的高级工程师Abe博士。 1971年，TASCAM (TASC AMerica Corp.) 成立，在美国分销TASC产品。它还为日本母公司在美国进行了额外的市场调查。 该公司的总部最初位于洛杉矶麦康奈尔大道 5440 号。1974 年，它将总部迁至加利福尼亚州蒙特贝罗电报路7733 号。
2013 年，Gibson Brands Inc. 收购了 TASCAM 的母公司 TEAC Corporation的多数股权。2017年10月，TASCAM与费城朋克乐队The Dead Milkmen和慈善唱片公司 The Giving Groove 合作赞助了一场混音比赛。TASCAM 的股份后来由Gibson在2018年的内部重组期间归还。
TASCAM于2018年秋季发布了新的产品系列，其中Model24集成了24轨制作模式，用于混音、录音和用作DAW控制器。TASCAM在2019年跟进了Model16，这是一款价格较低的16轨混音/录音工作室；同年发布了Model 12，后者引入了MIDI控制器功能、硬件改进以及立体声蓝牙输入和路由。